# Бестыбаев, Адиль
Адиль Бестыбаев (Adil Bestybayev; 15 августа 1959, Алма-Ата — 29 сентября 2024) — казахский композитор, входил в первую десятку репертуарных имён мира духовой музыки. Работал в жанрах симфонической, духовой, камерно-инструментальной, театральной музыки и музыки для кино.

## Биография
В 1977 году окончил среднюю специальную музыкальную школу им. А.Жубанова по специальности «теория музыки» (1977).
В 1977—1982 годах учился в Алма-Атинской консерватории по классу композиции у народной артистки СССР, композитора Г. А. Жубановой, в 1989 году стажировался в Московской консерватории у народного артиста России, профессора Н. Н. Сидельникова.
В 1982—1997 годах — доцент Алма-Атинской консерватории.
С 2006 года проживал в Канаде (Ванкувер). Член Международного объединения композиторов Canadian Music Centre («Канадский Музыкальный Центр»), Канада.
Умер 29 сентября 2024 года в возрасте 65 лет.

## Оценка творчества
Его сочинения для духового оркестра с 1995 года попадают в широко известные в мире рейтинги духовой музыки (Bandworld, США). Издаётся в Австрии, Германии, Франции. Произведения исполняются в США, Швейцарии, Испании, Франции, Австрии, Италии, Голландии, Швеции, России, на Тайване. Создатель яркого образного стиля. На основе современной композиторской техники осуществил синтез европейских средств выразительности с жанрами и формами казахской традиционной музыки, а также элементами джаза и рока. Разрабатывает протоказахскую скифскую тему, которая находит воплощение на уровне образного содержания, интонаций, ритма, тембров. Оркестровые сочинения А.Бестыбаева неоднократно исполнялись в рамках Международного музыкального фестиваля «Концерты на Родине» (2007—2009 гг.).
Написал ряд произведений для духового оркестра, которые были изданы в Австрии (Johann Kliment KG). Особо известные произведения: «Голос Азии» (Voice of Asia), «Сoncert on the monogramm B.Es.T», «Great Moghul», симфония «Idee Fixe», Музыка для флейты, ударной установки и струнного оркестра «Ниагара», Фантазия на тему Жаяу Мусы «Ак сиса», Вариации для фортепиано на тему казахской народной песни «Камажай» и др.
Последние крупные произведения — балет «Байтерек» (премьера — декабрь 2010, Астана), симфония «Жертвоприношение Тенгри» (Алматы, Астана, 2009).
У музыки А.Бестыбаева почётное место в музыкальной культуре Казахстана, она неизменно занимает передовые позиции на международных фестивалях, концертах, программах международных и республиканских конкурсов и фестивалей исполнителей музыки. Так, известный марш «Азия дауысы» после первого исполнения в 1990 году в США стал своего рода визитной карточкой Государственного духового оркестра РК (главный дир. К.Ахметов).